# Lillian Smith
Lillian Eugenia Smith (n. 12 decembrie 1897, Jasper⁠(d), Florida, SUA – d. 28 septembrie 1966, Atlanta, Georgia, SUA) a fost o scriitoare și critic social americană din sudul Statelor Unite.
Este cunoscută în principal pentru best-seller-ul din 1944 Strange Fruit. Lilian a fost un liberal sudic care critica segregarea rasială și susținea abolirea legilor Jim Crow.